# Binnenhof

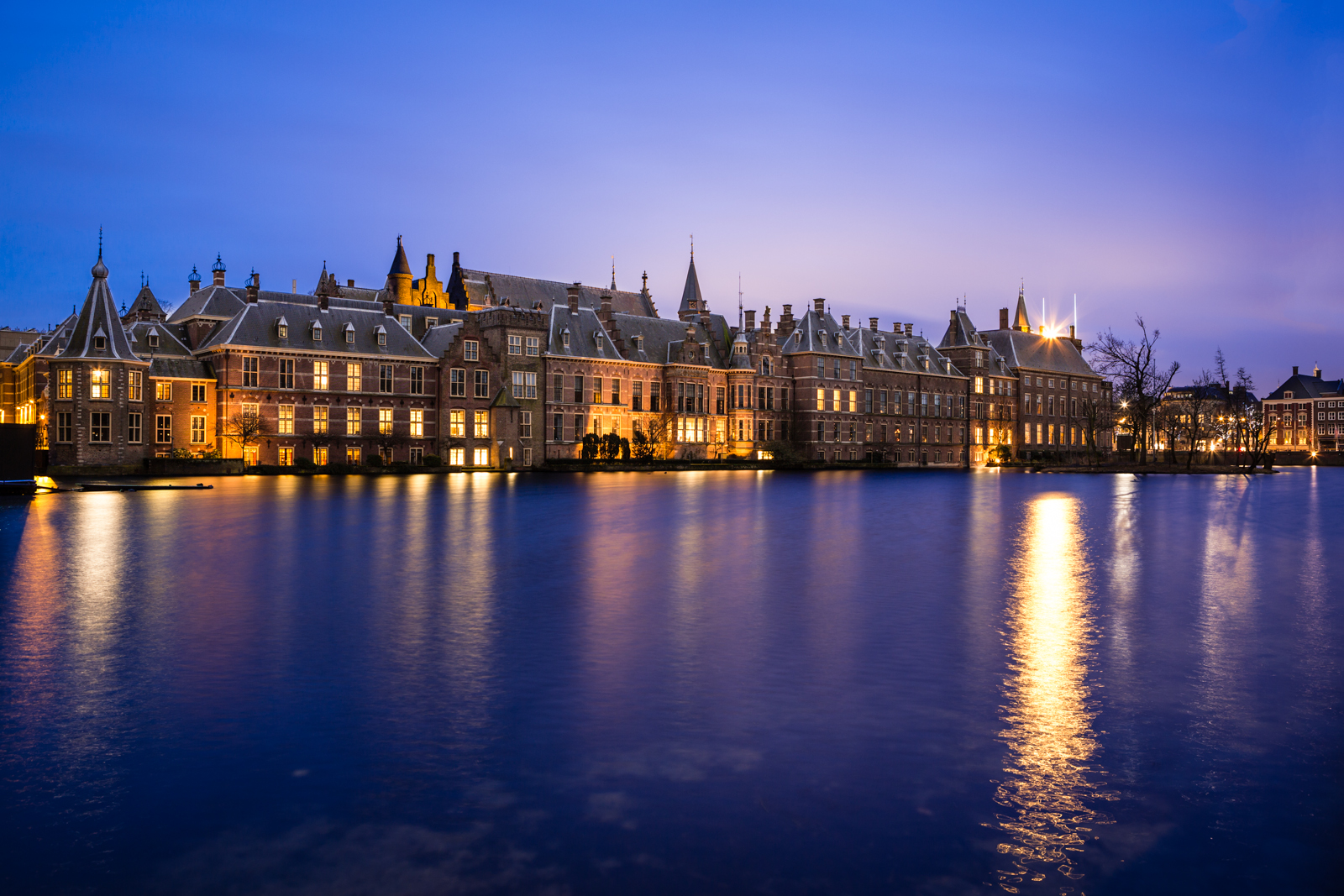
Der Binnenhof zur Blauen Stunde

Der Binnenhof (deutsch Innerer Hof, historische Bezeichnung Hof van Holland) ist ein Gebäudekomplex im Zentrum von Den Haag. Seit 1446 versammelt sich hier das niederländische Parlament, die Generalstaaten (niederländisch Staten-Generaal); siehe niederländische Politik. Die Stadt Den Haag entwickelte sich ab dem 13. Jahrhundert um den Binnenhof herum, der im Verlauf der Geschichte verschiedene Funktionen hatte. Im Goldenen Zeitalter (17. Jahrhundert) war der Binnenhof das Zentrum der europäischen Diplomatie. Das Gebäudeensemble wurde ob des Ursprungs aus der Zeit von 1250 bis 1348 zum Rijksmonument (unter Nr. 17470 ff.) erklärt und wird ergänzend als Paleis der Graven van Holland bezeichnet. Als Jagdschloss und Residenz der Grafen von Holland erdacht, führte es zur Namensgebung für die Stadt ’s-Gravenhage, was man vom jagdlichen Anwesen ableitend als des Grafen Gehege deutet und später zur Namensgebung Den Haag führte.

## Geschichte

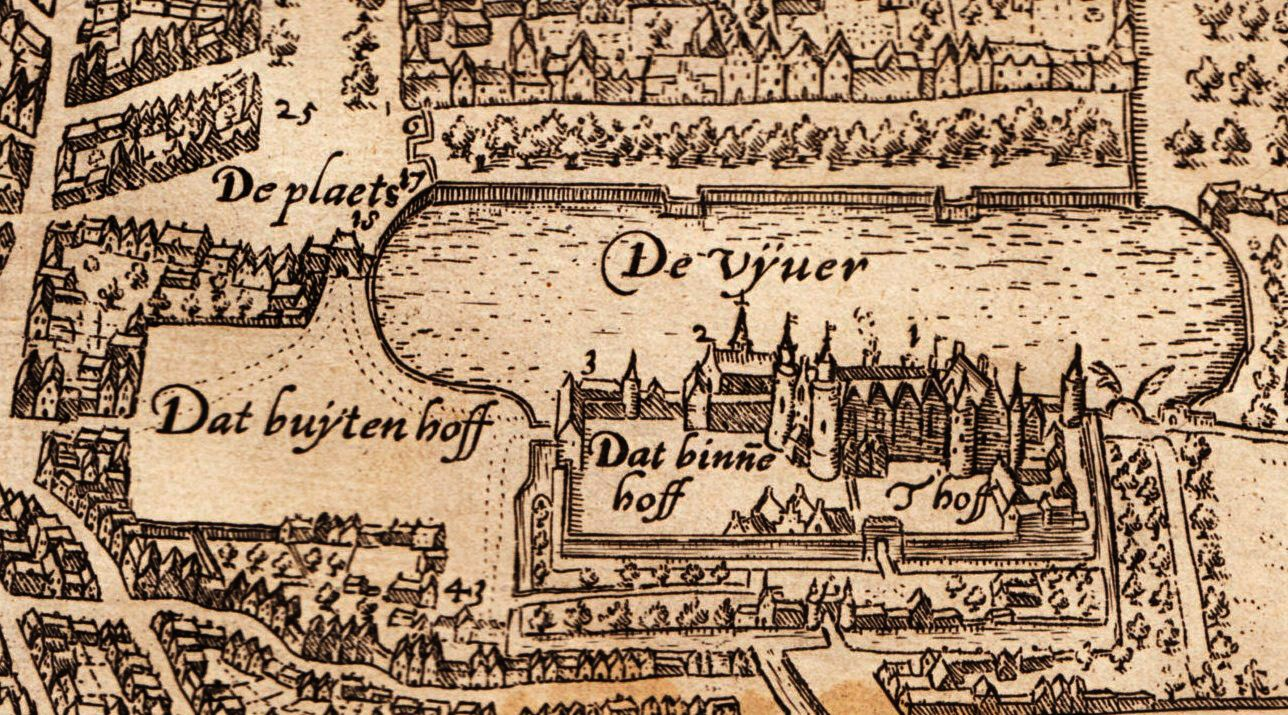
Der Binnenhof nach einer Ansicht von um 1600

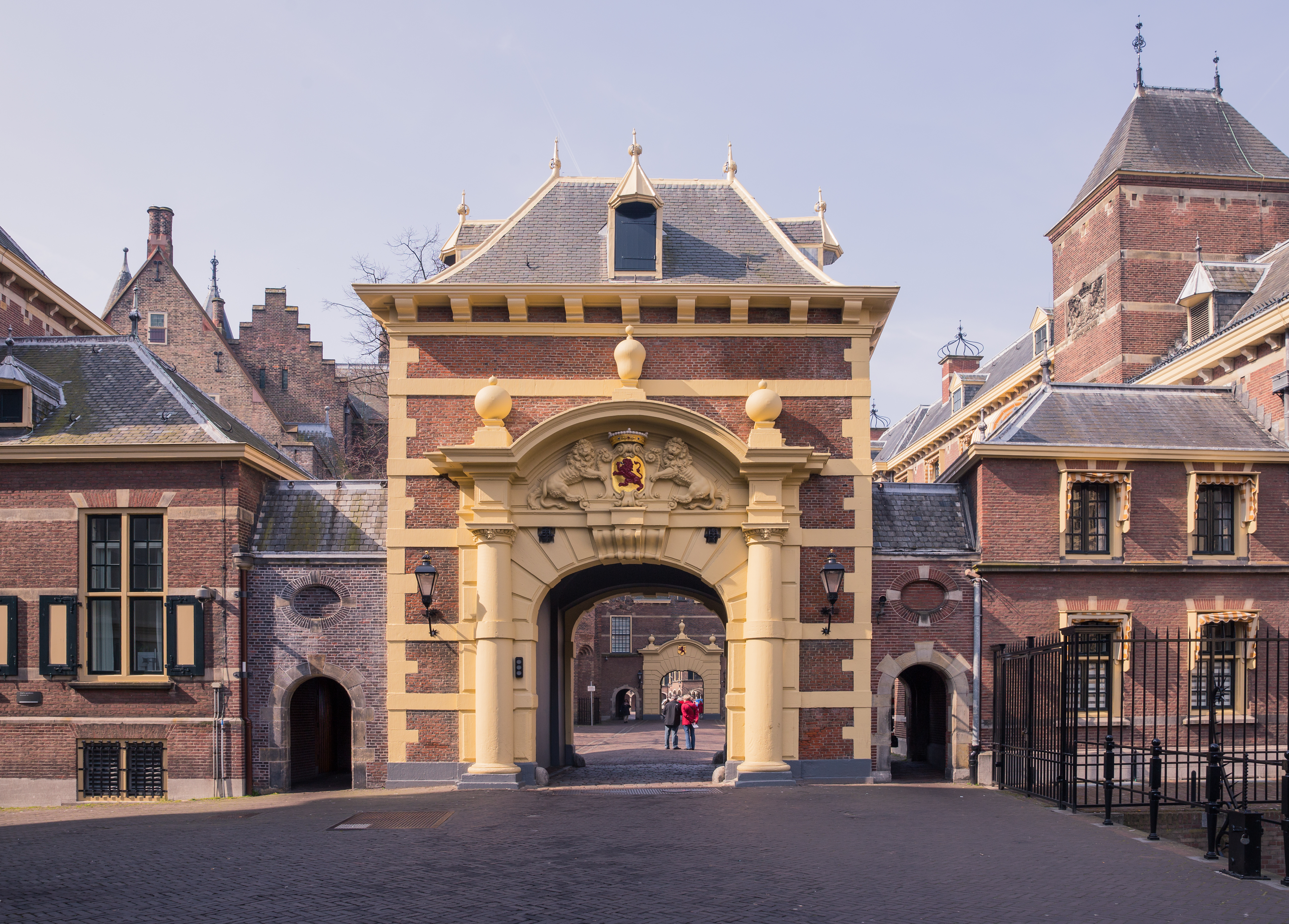
Binnenhof-Tor mit Ursprung 1634

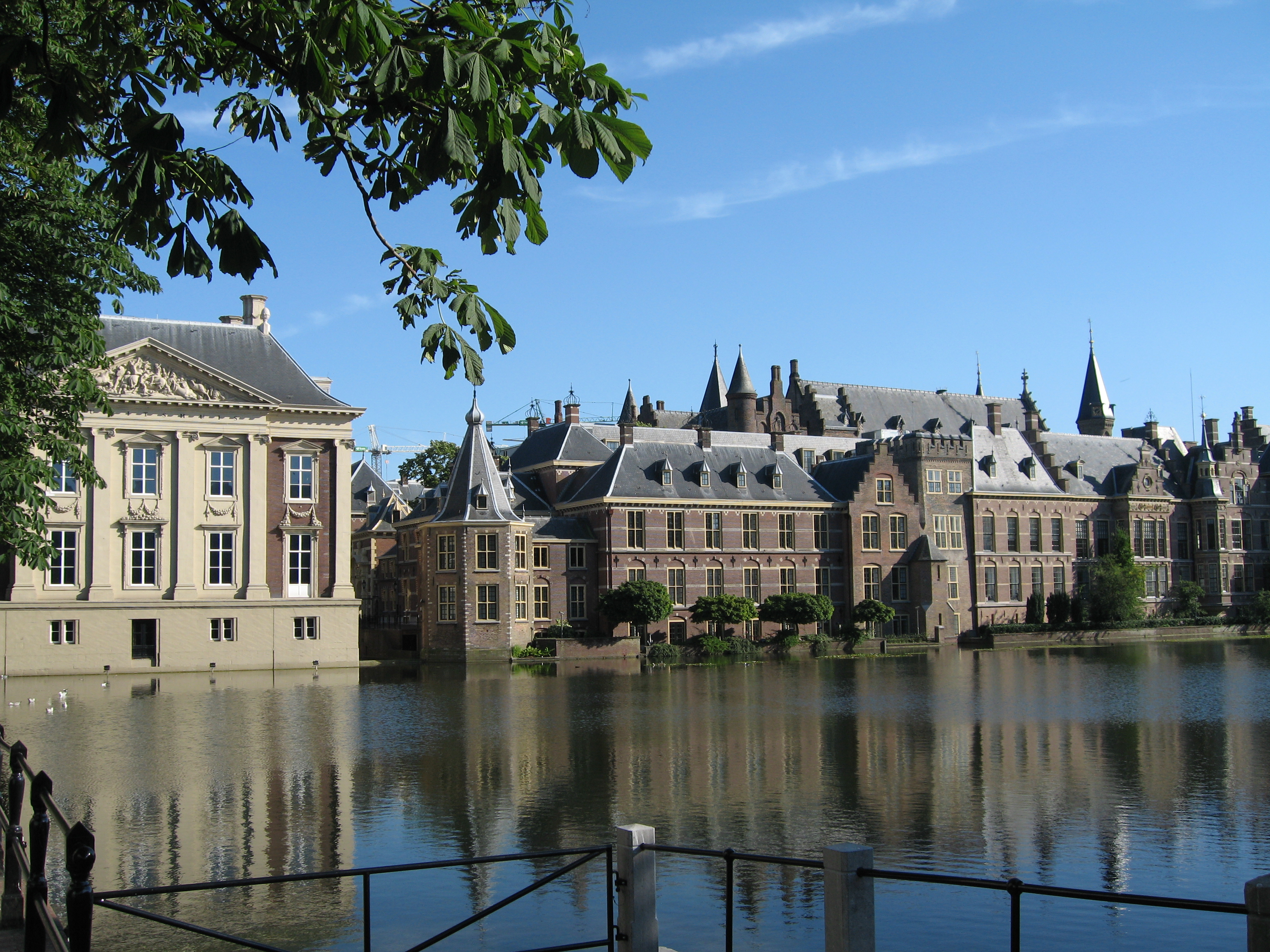
Das zum Binnenhof-Ensemble gehörende Mauritshuis (links), errichtet 1633–44

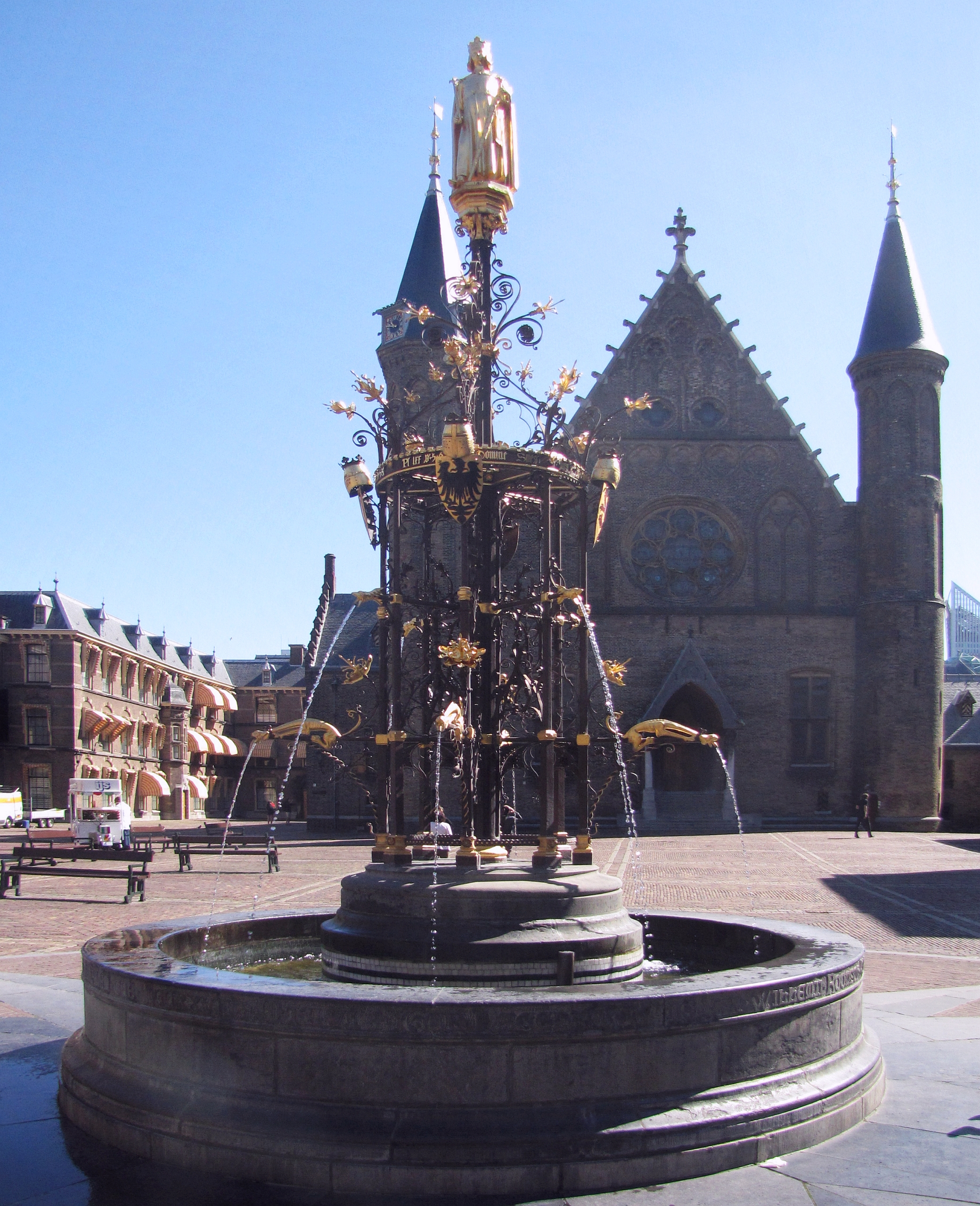
Binnenhoffontein mit Skulptur von Graaf Willem II van Holland, errichtet 1885 von dankbaren Bürgern der Gemeinde 's-Gravenhage

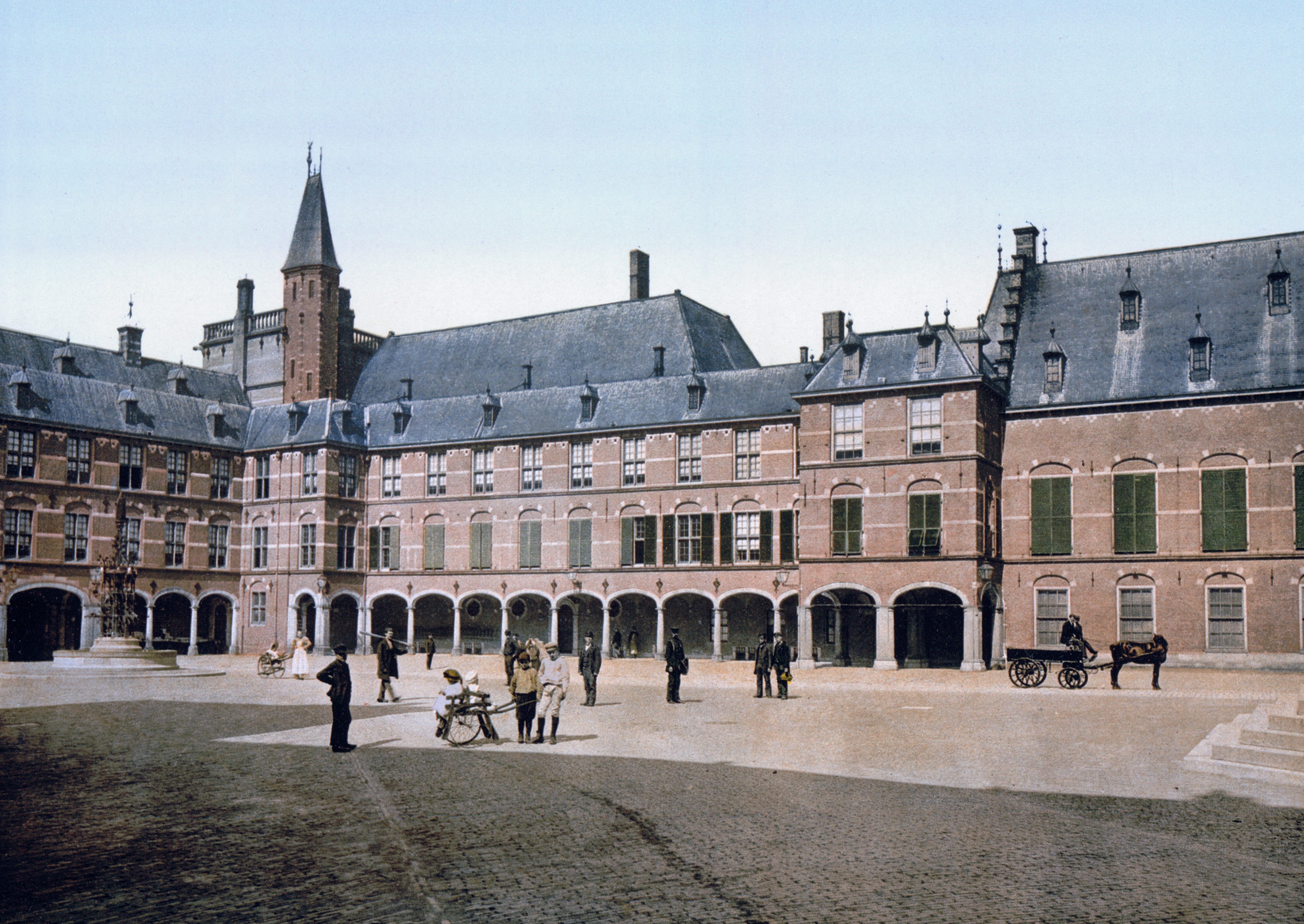
Der Binnenhof um 1900

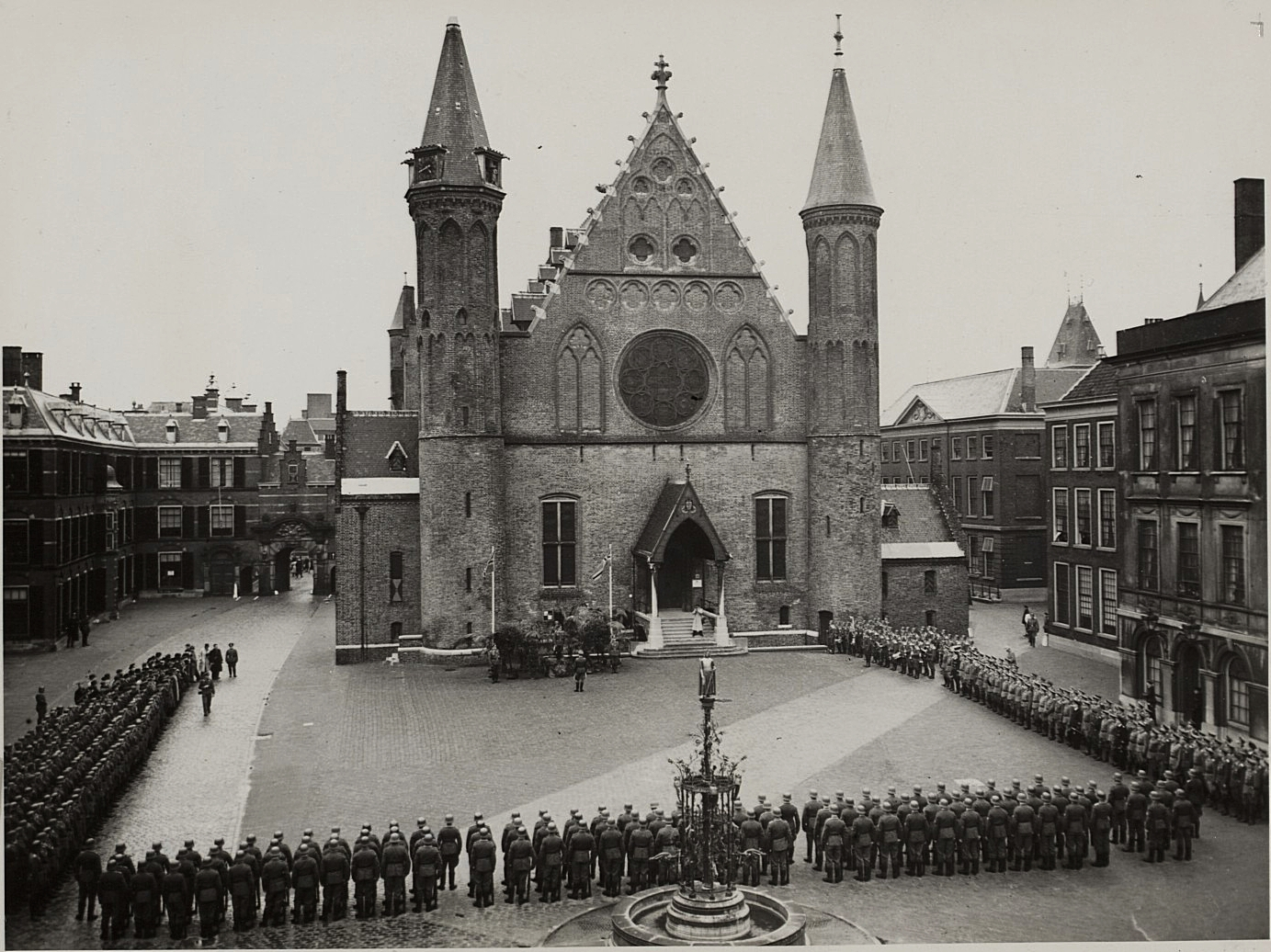
Deutsche Soldaten im Binnenhof im Mai 1940

Die Entstehung des Binnenhofes ist nicht mit Sicherheit geklärt. Das älteste Gebäude soll bereits im späten 12. oder frühen 13. Jahrhundert errichtet worden sein; unter dem „Rolgebouw“ (Gerichtsgebäude), wie der Binnenhof zunächst hieß, wurden Mauerreste aus dieser Zeit gefunden.
Eine Theorie besagt, dass Graf Floris IV. das Gebiet um das Gerichtsgebäude herum 1229 erworben habe. Sicher ist, dass sein Sohn Graf Wilhelm II. von Holland 1250 dort mit dem Bau eines Schlosses begann, das den alten Jagdsitz der Familie ersetzen sollte. Sein Sohn Floris V. vollendete den Bau und verlegte seine Residenz 1291 nach ’s-Gravenhage um das sich über die Jahrhunderte eine Ansiedlung entwickelte und die ab 1593 zum politischen Zentrum der Niederlande wurde.
Während der Zeit der deutschen Besetzung der Niederlande von 1940 bis 1945 befanden sich im Binnenhof die Hauptquartiere von Sicherheitspolizei und Sicherheitsdienst. Zahllose Menschen wurden hier festgehalten und gefoltert, viele fanden dabei den Tod, so etwa der kommunistische Widerstandskämpfer Gerrit Kastein, der sich zusammen mit dem Stuhl, an dem er festgebunden war, aus dem Fenster stürzte, oder der Geuze Sjaak Boezeman, der an den Folgen der Folter starb. Der Raum, aus dem Kastein sich stürzte, wurde im Juni 2017 nach ihm Gerrit Kasteinkamer genannt.
Heute wie vor 1940 befinden sich im Binnenhof die Sitzungssäle der Ersten und Zweiten Kammer (vergleichbar mit dem Deutschen Bundestag) der niederländischen Generalstaaten.
Der Binnenhof war von Grachten umschlossen und im Norden vom „Hofvijver“, dem Schlossweiher, begrenzt. Heute sind nur noch der Schlossweiher und ein kurzes Grachtenstück erhalten, das am Buitenhof (Äußerer Hof), dem zu dem Komplex gehörenden, heute verkehrsreichen Vorplatz endet. Neben dem Binnenhof liegt das Mauritshuis, das heute als Museum dient.

## Aufbau

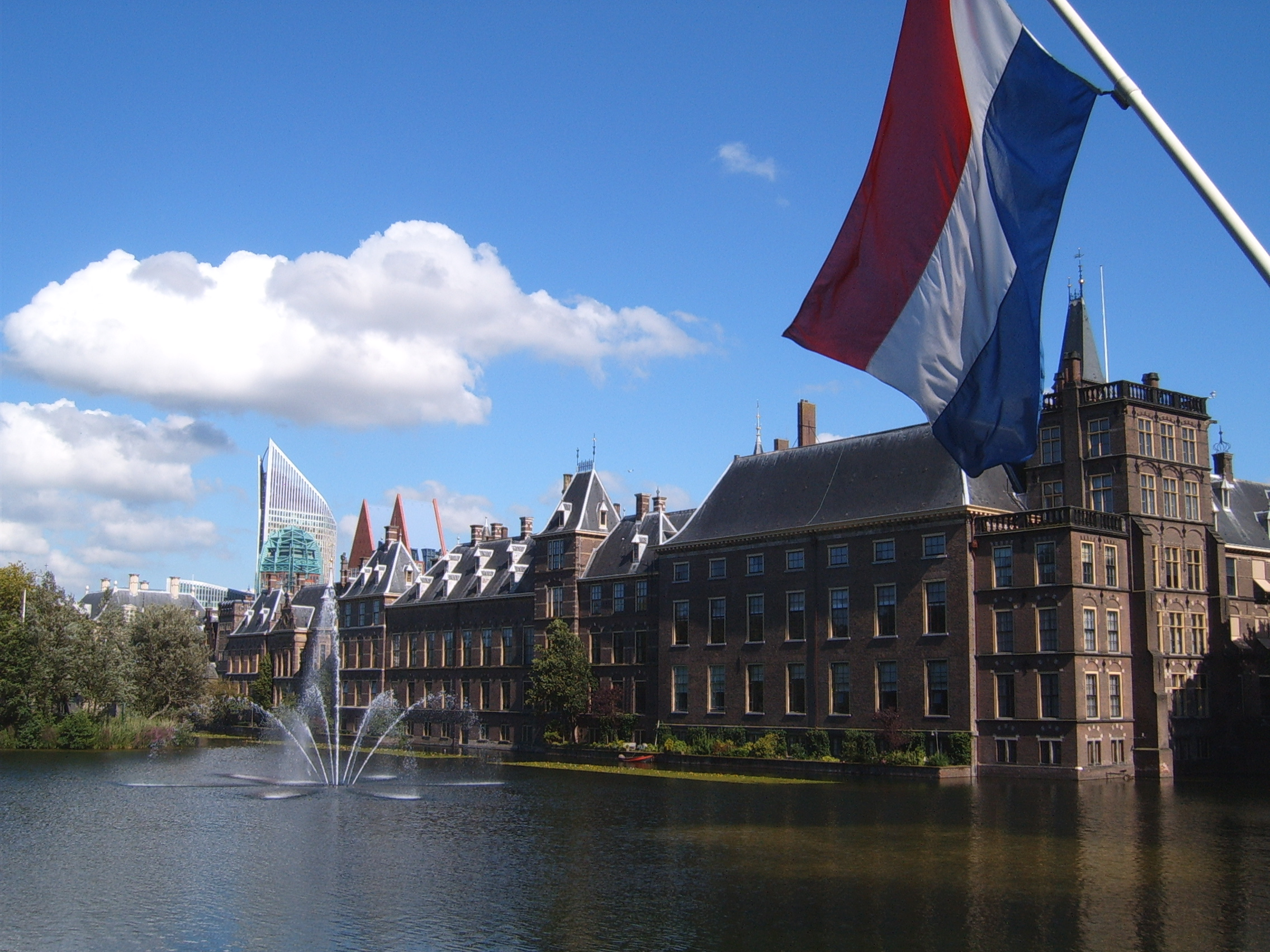
Der Binnenhof mit dem Wohnflügel der Statthalter im 17. Jh.

Der Binnenhof besteht aus einem großen rechteckigen Innenhof, der von verschiedenen Gebäuden umschlossen wird und in den mehrere Zugänge führen. An der Ostseite des westlichen Platzes liegt der aus der Zeit Floris V. stammende Ridderzaal (Rittersaal), ein durch seine zwei flankierenden Türme sakral anmutendes Gebäude, das offiziellen Empfängen dient und jährlich am dritten Dienstag im September – dem Prinsjesdag – Schauplatz der Parlamentseröffnung durch die Thronrede der Monarchin/des Monarchen darstellt. Der Bau wurde im 13. Jahrhundert von Gerard van Leyden als Festsaal gebaut. Später diente er vorübergehend als Markt-, Wandel- und Exerzierhalle, Kinderspielplatz, Archiv und Hospital, sogar die Staatslotterie hatte hier einmal ihren Sitz. Mit der Restaurierung von 1898 bis 1904 wurde er seiner neuen offiziellen Funktion übergeben.
Östlich an den Rittersaal schließt die älteste Baugruppe an, die vermutlich seit Philipp dem Guten als Gerichtshof dient. Der zum Schlossweiher gewandte Nordflügel enthält die ehemaligen Sitzungsräume der Generalstaaten, den Amtssitz des Premierministers und den Sitz des Staatlichen Informationsdienstes. Der „Rolzaal“ und der „Trêvezaal“ dienen Staatsempfängen, letzterer birgt sieben Leinwandgemälde von 1688. Im Nordwestflügel befindet sich der Sitz der Ersten Kammer der Generalstaaten, die Gesetze auf ihre Handhabbarkeit prüft und ihnen dann zustimmt. In den Mauernischen des von Pieter Post 1652 erbauten Saales erinnern gemalte Medaillons an bekannte Staatsmänner. Überm Sessel des Vorsitzenden ist ein Porträt von König Wilhelm II. mit dem niederländischen Staatswappen zu sehen. Auch auf dem Buitenhof ist der König mit einem Standbild vertreten.
Zum Gebäudekomplex zählt auch das Gevangenenpoort (Kerkertor), das bis in das 19. Jahrhundert als Gefängnis diente. Hier wurde unter anderem Cornelis de Witt gefangen gehalten. 1773 ließ Prinz Wilhelm V. im benachbarten Gebäude eine Gemäldegalerie einrichten, in der er seine private Bildersammlung ausstellte – und begründete damit das erste Museum der Niederlande. Noch heute ist dieser Gebäudetrakt im Stil des 18. Jahrhunderts eingerichtet, die Bilder hängen bis zur Decke an den Wänden. Die eigentliche Sammlung wurde aber längst in das Mauritshuis überführt.
Der ehemalige Ballsaal von 1790, im Südflügel des Binnenhofes gelegen, diente bis 1992 als Sitz der Zweiten Kammer der Niederlande, die dem Deutschen Bundestag entspricht und Gesetzgebungsgewalt hat. Die hölzerne Wandvertäfelung kann noch heute besichtigt werden.
Seit 1992 tagen die Abgeordneten im gegenüber liegenden Neubau von Pi de Bruijn. Kein Tageslicht dringt in den grün und blau gehaltenen Raum und ein modernes Kommunikationssystem hat die Saaldiener ersetzt.